# Lodowiec Zemu
Zemu – drugi pod względem wielkości lodowiec Himalajów. Położony w Himalajach Sikkimskich na terytorium Sikkimu. Jego długość wynosi 31 km, powierzchnia to 130 km², a jego grubość waha się od 200 do 300 m. Spływa z masywu Kanczendzongi w kierunku wschodnim do wysokości 4350 m n.p.m.